# Guy de Prunelé
Guy de Prunelé est un prélat français mort en 1426.

## Biographie
Chanoine de la cathédrale Sainte-Croix d'Orléans, conseiller, maitre des requêtes en 1392 et clerc ordinaire de l'Hôtel du roi, il est évêque d'Orléans de 1394 à 1426.

## Sources
- Ressource relative à la religion :   - Catholic Hierarchy